# Brinellskala

Brinellprov

Brinellskala är ett mått på ett materials hårdhet som bestäms med en metod uppfunnen av Johan August Brinell, överingenjör vid Fagersta Bruks AB. Metoden som presenterades vid världsutställningen 1900 i Paris lämpar sig för mjuka och medelhårda material. Principen går ut på att mäta ett materials förmåga att motstå plastisk deformation, precis som exempelvis Vickers- och Rockwellskalan. Värdet anges i enheten HB.

## Provningsprocess

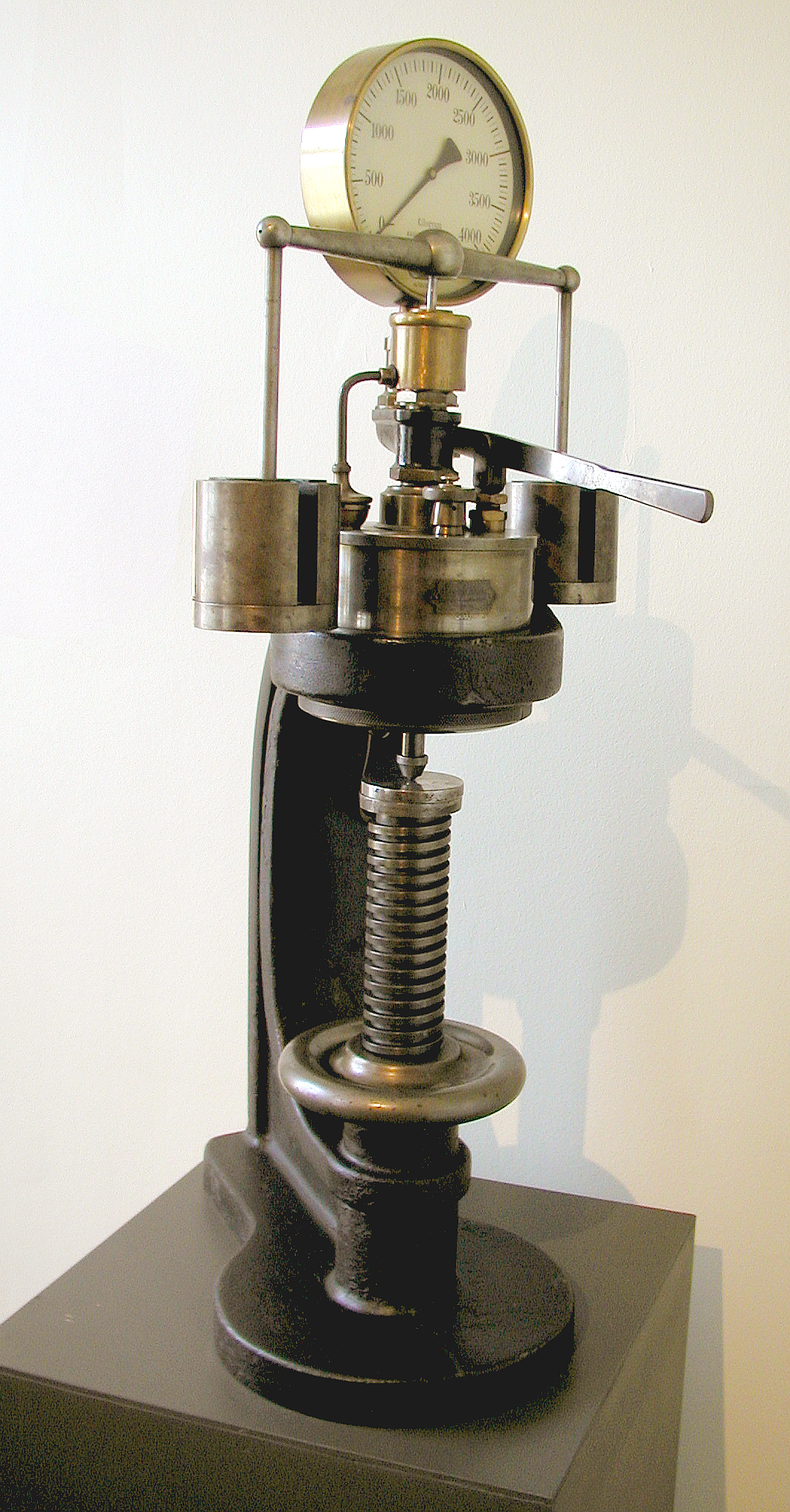
Brinellapparat (foto taget på Eskilstuna stadsmuseum.)

Brinellhårdheten mäts med en härdad stålkula med en diameter på 10 mm som pressas in i ett materialprov med en given kraft (typiskt 3000 N) under en given tid. Därefter beräknas arean av det kvarvarande intrycket och en kvot, newton per kvadratmillimeter beräknas.
Brinelltalet BHN (Brinell Hardness Number) beräknas med:
{\displaystyle \operatorname {BHN} ={\frac {2F}{\pi D\left(D-{\sqrt {D^{2}-d^{2}}}\right)}}}
där
BHN = Brinell-talet (Brinell Hardness Number) (kgf/mm2)
F = Kraft (kgf)
D = diameter av kula (mm)
d = diameter av krater (mm)